# Édouard Baldus

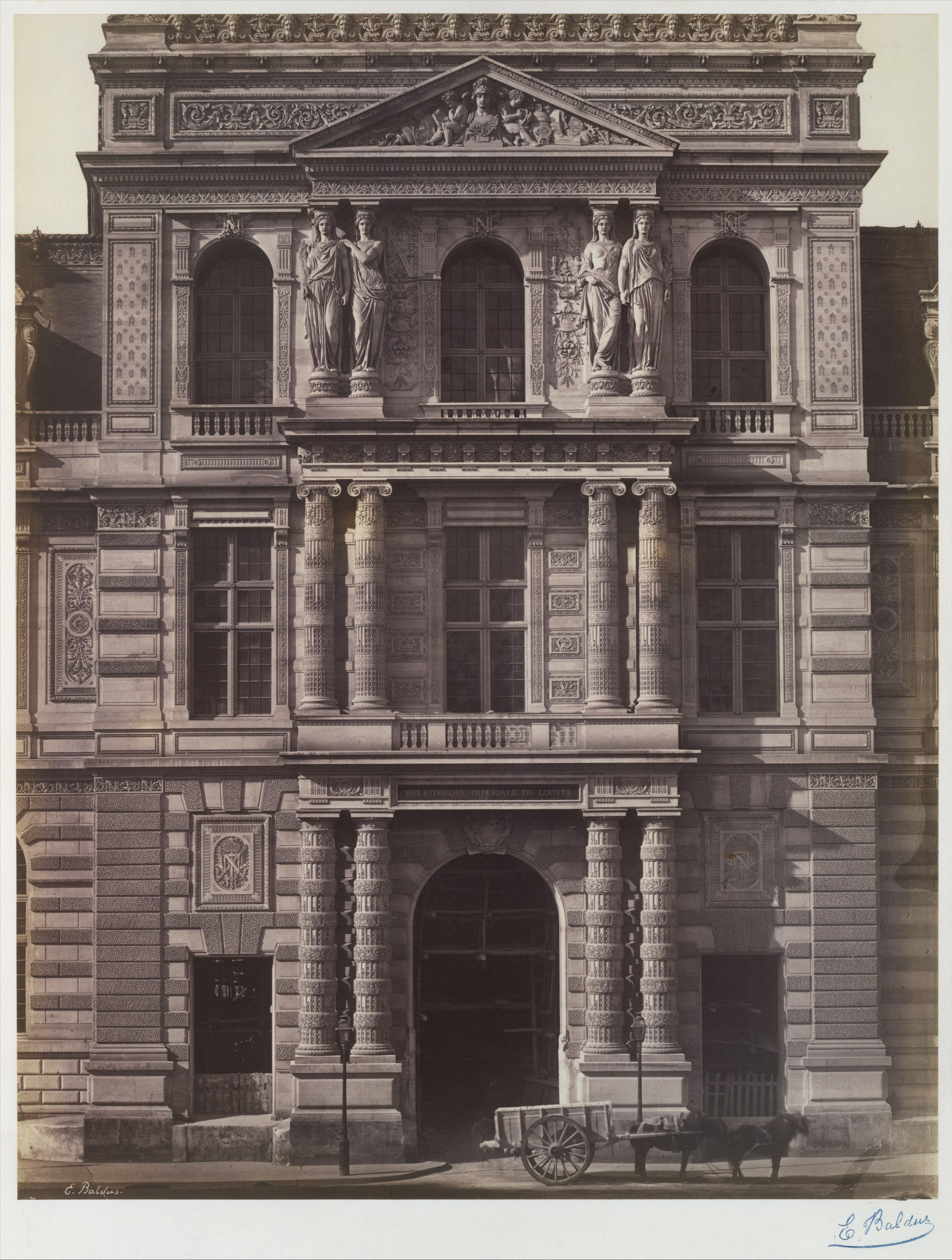
Édouard Baldus: Královská knihovna v Louvre

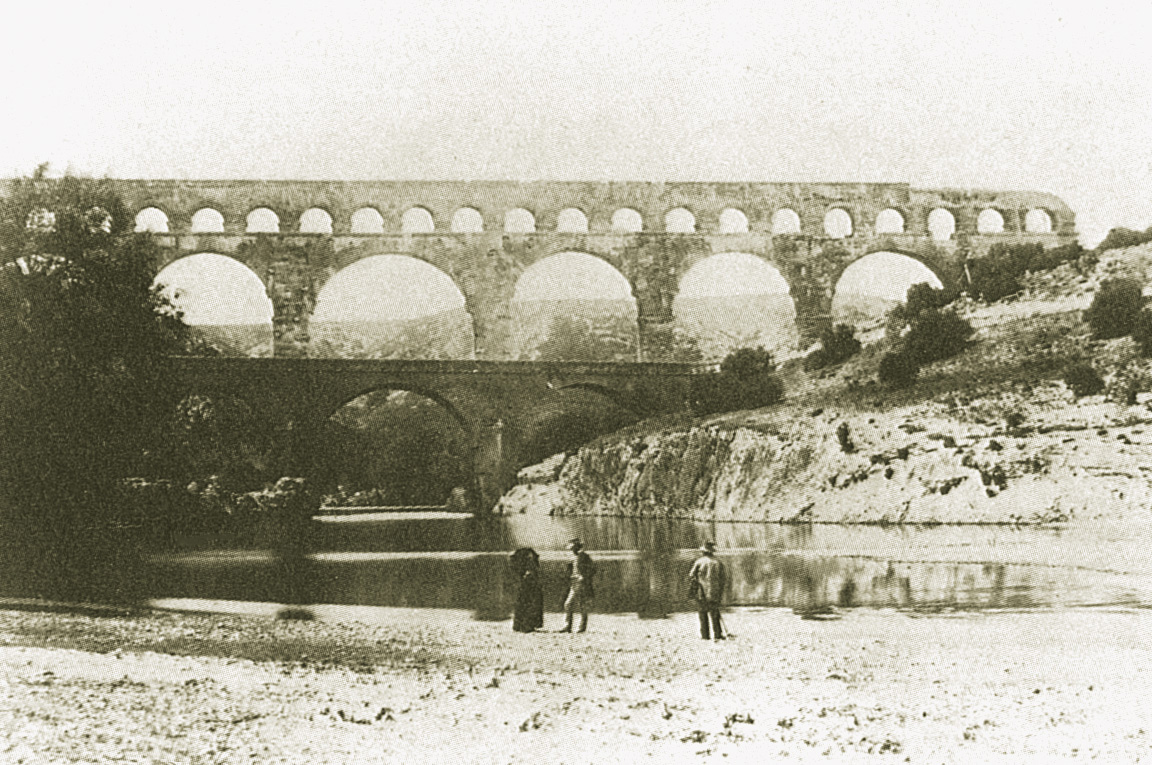
Édouard Baldus:Gardský most, 50. léta 19. století

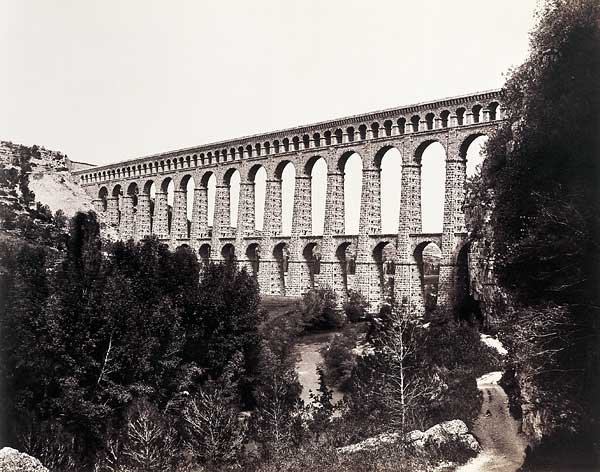
Édouard Baldus:Akvadukt Roquefavour, 1861

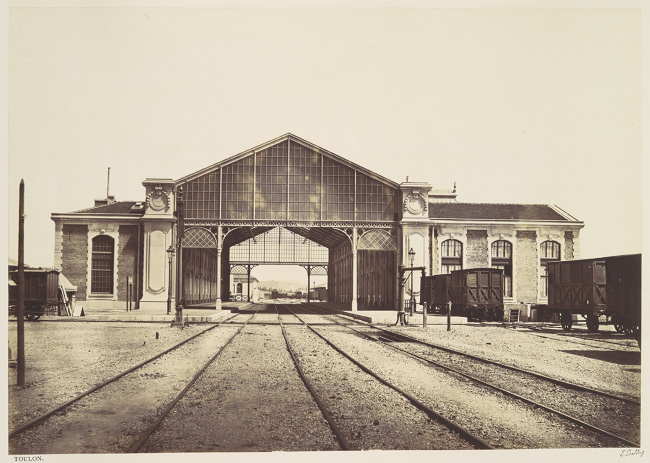
Édouard Baldus: Železniční stanice Toulon, albuminový tisk ze skleněného negativu, 1861

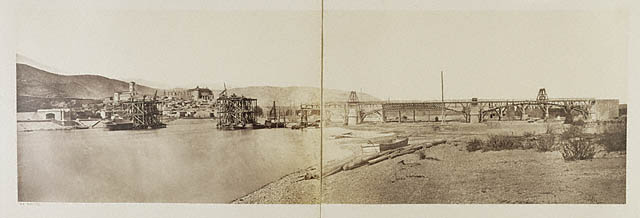
Édouard Baldus: Panorama La Voulte složené ze dvou negativů, kontaktní tisk, 1861

Édouard Baldus (5. června 1813 – 22. prosince 1889) byl francouzský fotograf a průkopník fotografické techniky. Fotografoval krajinu, architekturu a železnici.

## Život a dílo
Baldus původně vystudoval jako malíř a měl také pracoval jako kreslíř a litografik, ale jen do chvíle, než v roce 1849 přešel na fotografii.
V roce 1851 byl Édouard Baldus jedním z pěti vybraných fotografů (Gustave Le Gray, Auguste Mestral, Édouard Baldus, Hippolyte Bayard a Henri Le Secq), kteří dostali zakázku nazvanou Mission héliographique. Jejich úkolem bylo vytvoření fotografické dokumentace francouzské architektury vyhlášené vládní organizací Úřad historických památek (Commission des Monuments Historiques). Fotografové měli zdokumentovat historické budovy, mosty a památky, z nichž mnohé byly zbourány, aby uvolnily cestu pro velké pařížské bulváry, které nechal postavit na příkaz Napoleona III. prefekt Baron Georges-Eugène Haussmann.
Vysoká kvalita jeho práce mu pomohla získat vládní podporu pro projekt s názvem Les Villes de France Photographiées – další série architektonických pohledů na Paříž a provincie navržené se záměrem vzbudit zájem národa o římskou a středověkou minulost.
V roce 1855 jej pověřil baron James de Rothschild, předseda Chemin de Fer du Nord, udělat sérii fotografií, které měly být použity jako součást dárkového alba pro královnu Viktorii a prince Alberta jako suvenýr z návštěvy ve Francii o rok později. Bohatě vázané fotografické album stále patří mezi poklady královské knihovny Windsorského hradu.
V roce 1856 dokumentoval Baldus škody způsobené vydatnými srážkami a přetékáním řek v Lyonu, Avignonu a Tarasconu.
Stal se velmi dobře známým po celé Francii svým fotografickým úsilím. Jeden z jeho největších úkolů bylo zdokumentovat stavbu muzea Louvre.
Baldus používal papírové negativy o rozměru 10×14 palců. Z těchto negativů pořizoval kontaktní tisky 1:1. Když chtěl pořídit obraz větší, pokládal kontaktní kopie vedle sebe, což mělo panoramatický účinek. Baldus proslul velikostmi svých obrazů, například panorama přibližně z roku 1855, složené z několika negativů, dosahovalo délky přes dva metry.
Baldus často své negativy retušoval, například ponechával jen budovy a stromy, na bílou oblohu přidával mraky a na jednom snímku z roku 1851 dal dohromady části z deseti různých negativů a vytvořil kompozitní tisk středověkého kláštera Saint-Trophime v Arles.

## Významné fotografie

### Názvy a rok vzniku
- Pont du Gard, 1850
- Amfiteátr v Nîmes, 1851 – montáž ze tří negativů, formát 43,5 × 92,3 cm.
- Akvadukt Roquefavour, společnost PLM, [cca 1861–1863].

### Ceny fotografických děl
- Orange, římské divadlo, 1859, albuminový tisk ze skleněných negativů, 43 × 33 cm: 40 000 francouzských franků, 22. ledna 2000, Pescheteau-Badin, Drouot

- Dráhy z Paříže do Lyonu (Chemins de fer de Paris à Lyon), album 69 fotografií z konce 19. století, rozměr 63 × 47 cm, vázané, 505 000 francouzských franků (bez nákladů na nákup), 29. března 1999